# Лянь Цзюньцзє
Лянь Цзюньцзє (3 листопада 2000) — китайський стрибун у воду.
Чемпіон світу з водних видів спорту 2017, 2019 років.